# 李玉臻 (1940年)
李玉臻（1940年—），男，辽宁朝阳人，中华人民共和国政治人物、企业家，曾任大连市人民政府副市长，大连市人大常委会副主任，大连西太平洋石油化工有限公司董事长，第八届全国人大代表。